# Karel De Schrijver
Karel Reginald De Schrijver (Borgerhout, 20 mei 1908 – 5 september 1992) was een Belgisch componist, muziekpedagoog, musicoloog, dirigent, muziekcriticus en violist. Voor bepaalde werken gebruikt hij ook het pseudoniem: Jimmy Paresco en Helmut Prago.

## Levensloop
De Schrijver maakte na zijn algemene opleiding aan de gemeenteschool en de Grieks-Latijnse aan het Jezuïetencollege studies aan het Koninklijk Vlaams Conservatorium Antwerpen. Hij behaalde eerste prijzen voor notenleer, viool, piano, harmonie, contrapunt, fuga en muziekgeschiedenis. Zijn leraren waren onder andere Peter Saenen en Désiré Defauw (viool), Karel Candael (piano, contrapunt en fuga) en Albert De Schacht (muziekgeschiedenis).
Hij studeerde gedurende 3 jaar nadien nog privé bij Joseph Jongen, directeur van het Koninklijk Conservatorium te Brussel, compositie, orkestratie en esthetiek. Na 4 jaar studies aan de Rijksuniversiteit Gent (RUG) behaalde hij in 1942 met grote onderscheiding de doctorandustitel voor algemene kunstgeschiedenis end oudheidkunde (specialiteit musicologie).
Gedurende vijf jaar was hij orkestmeester bij de Koninklijke Nederlandse Schouwburg te Antwerpen en hij trad regelmatig op met het Symfonieorkest van de BRT.
Als kunst- en muziekcriticus werkte hij gedurende acht jaar voor de Gazet van Antwerpen in de provincie Limburg.
Hij was ook een uitstekend muziekpedagoog en werd in 1939 benoemd tot directeur van de Stedelijke Muziekacademie te Hasselt - later omgevormd tot Stedelijk Muziekconservatorium.
De Schrijver dirigeerde verscheidene amateur blaasorkesten uit de provincie Antwerpen, onder meer de Koninklijke Harmonie Sint-Laureys Hove (1956-1960), de Koninklijke Fanfare Sint-Cecilia Booischot (1955 - 1960), de Koninklijke Harmonie De Ware Vrienden Oppuurs (1955-1961), de Koninklijke Harmonie Boechout (1957-1962), de Harmonie Arbeid en Kunst Antwerpen (1934), de Fanfare Arbeid Ekeren (1935), de Harmonie Concordia & Amicitia Bornem (Alcazar) (1958-1960).
Dikwijls trad hij op als jurylid bij wedstrijden en tornooien.
Hij schreef eveneens een reeks biografieën over blaasmuziek componisten.
Zijn compositorisch oeuvre beslaat een 560-tal composities, waarvan ongeveer de helft voor harmonie- of fanfareorkest bestemd is. In de periode van zijn eerste composities was het oorspronkelijk werk voor blaasmuziek grotendeels braakliggend terrein. Voor zijn integraal blaasmuziekoeuvre ontving hij in 1969 de SABAM-prijs. Zijn werk „Musica" werd bekroond in de compositiewedstrijd in 1970 - 1971 uitgeschreven door het Provinciebestuur van Antwerpen. In 1973 werd hij met het officierskruis van Fedekam gedecoreerd.

## Composities

### Werken voor orkest

#### Symfonieën
- 1938 Romantische Symfonie, in drie bewegingen
- 1966 3. Symfonie
- 1967 4. Symfonie
- 1967 5. Symfonie

#### Concerten voor instrumenten en orkest
- 1954 Concerto, voor viool en orkest
- 1962 Concerto, voor piano en orkest
- 1963 Concerto, voor hobo (of sopraansaxofoon, of klarinet) en orkest

#### Andere werken voor orkest
- 1932 Nocturne Burlesque
- 1933 Heksensabbat
- 1934 De Rattenvanger van Hamelen, ballade
- 1935 Icare, symfonisch gedicht
- 1954 Rhapsodie

### Werken voor harmonieorkest

#### Symfonieën
- 1966 Tweede Symfonie, voor harmonieorkest
  1. Thema - Allegro ma non troppo
  2. Cantabile
  3. Danza Semplico - Finale
- 1968 Zesde Symfonie, voor harmonieorkest
- 1974 Zevende Symfonie, voor harmonieorkest

#### Concerten voor instrumenten en harmonieorkest
- 1964 Concertstuk, voor trombone en harmonieorkest
- 1968 Concerto, voor klarinet en harmonieorkest

#### Andere werken voor harmonieorkest
- 1932 Herinnering aan de zege, concertmars
- 1935 Ardense Taferelen, suite in 3 bewegingen
- 1936 Heldenmars
- 1936 Militaire Mars
- 1937 Feestklanken
- 1937 Rijnschetsen, smyfonisch gedicht
- 1938 Poëma
- 1939 Suite in vorm van ballet, suite in 5 delen
- 1946 Lente Suite, suite in 4 delen
- 1955 Koning Oedipus, dramatisch voorspeel
- 1955 Präludium en Allegro
- 1955 Rhapsodische Fantaisie
- 1955 Suite Burleske, suite in 3 bewegingen
- 1956 Muzikaal intermezzo
- 1958 Boechout ter zege, mars
- 1958 Kleine Klassieke ouverture
- 1958 Ouvertura Brevis Romantica
- 1959 Eenvoudige Suite, suite in 4 delen
- 1959 Mirame Ouverture
- 1959 Symfonische Refleksen, symfonisch gedicht
- 1961 Verbroedering, ouverture
- 1962 Gerardus Mercatormars
- 1963 Arbeid en Kunst
- 1963 Miniatuur-Concerto, 3 delen
- 1963 Reuzenmars
- 1963 Partita classica
- 1964 Kleine Vlaamse Suite
  1. Heroisch Visioen
  2. Rustige Zomeravond
  3. Boerendans
- 1966 Danseries, suite in 3 delen
  1. Pavane
  2. Menuet
  3. Finale (Bourrée)
- 1967 Brabo, ouverture
- 1967 Miniatuur Divertimento, fantasie
- 1971 Musica, symfonisch gedicht
- Manhattan ouverture (onder het pseudoniem: Helmut Prago)

### Werken voor harmonieorkest onder het pseudoniem: Jimmy Paresco
- 1957 Black and White, jazz-fantasie
- 1958 Virginia, jazz-ouverture
- 1960 Soft and Sweet, jazz-rapsodie
  1. Inleiding
  2. Tempo di rumba
  3. Tempo paso-doble
  4. Variations
  5. Lento
  6. Tequila
  7. Molto lento (maestoso)
- 1961 Lovely Songs and Rhythms, jazz-fantasie
- 1965 Lights and Shadows, jazz-ouverture
- 1967 Rustica
- 1968 Three little musics
- 1968 Tennessee, jazz-ouverture
- 1972 Rhythms and melodies, jazz-fantasie

### Toneelwerken
- 1956 De snelweg van God, evangelie-drama in drie bedrijven - tekst: Basiel De Craene

### Kamermuziek
- Exotic Pavane, voor sopraan- of tenorsaxofoon, of klarinet, allebei samen met piano.
- Scherzo, voor altsaxofoon en piano
- Suite a Tre, voor drie klarinetten
- Caprice, voor klarinet of saxofoon en piano

## Publicaties
- Levende componisten uit Vlaanderen, 2 vols., Leuven : De Vlaamse Drukkerij, 1954–1955
- Bibliografie der Belgische Toonkunstenaars sedert 1800, Leuven : Vlaamse Drukkerij, 1958, 152 p.
- Inleidende Studie tot de orkestratie, 1958
- Jos Hanniken, Berchem-Antwerpen, 1966